# Кінь, колесо й мова
«Кінь, колесо й мова». Як вершники доби бронзи з євразійських степів сформували сучасний світ. (англ. The Horse, the Wheel, and Language: How Bronze-Age Riders from the Eurasian Steppes Shaped the Modern World) — книга 2007 року американського антрополога Девіда Ентоні, зміст якої автор характеризує, як «ревізію курганної теорії». У цій праці він досліджує походження та поширення індоєвропейських мов з понтійсько-каспійського степу по всій Європі, Центральній та Південній Азії. У книзі розглядається, як одомашнення коня й винайдення колеса у поєднанні з упровадженнями технологій бронзової доби та нових соціальних відносин типу патрон-клієнт вплинуло на індоєвропейські скотарські спільноти в євразійському степу й надало їм переваги над сусідами. Книга отримала нагороду товариства американської археології 2010 року.

## Короткий огляд
Ентоні дає докладний огляд лінгвістичних та археологічних досліджень про походження та поширення індоєвропейських мов, опираючись на оновлену версію курганної гіпотези Марії Ґімбутас. Він досліджує розвиток археологічних культур Північного Причорномор’я та вплив на них балканських культур неоліту. У книзі розглядається процес еволюції від мисливців-збирачів до скотарів-кочівників, які впровадили розведення великої рогатою худоби й коней та технології бронзової доби.